# حكومة عبد الله اليافي الثانية
كانت حكومة عبد الله اليافي الثانية هي الحكومة اللبنانية الحادية عشرة بعد الاستقلال والحادية عشرة في عهد الرئيس بشارة الخوري، ترأس عبد الله اليافي الحكومة اللبنانية التي تشكلت بموجب المرسوم رقم 5261 بتاريخ 7 يونيو/حزيران عام 1951، ونالت الثقة بتصويت أكثرية الأعضاء بعدما حصلت على 26 صوتًا مؤيّدًا و21 صوتًا مُعارضًا في حين امتنع عضو واحد عن التصويت. قدمت حكومة عبد الله اليافي الثانية استقالتها في نهاية الأمر بتاريخ 11 فبراير/شباط عام 1952.

## أعضاء الحكومة
| الصورة | اسم العضو                   | المنصب                                               | تاريخ تولي المنصب   | تاريخ ترك المنصب    |
| ------ | --------------------------- | ---------------------------------------------------- | ------------------- | ------------------- |
|        | عبد الله اليافي (1901–1986) | رئيساً لمجلس الوزراء، ووزيرًا للداخلية                 | 7 يونيو/حزيران 1951 | 11 فبراير/شباط 1952 |
|        | فيليب نجيب بولس             | نائبًا لرئيس مجلس الوزراء ووزيرًا للأشغال العامة       | 7 يونيو/حزيران 1951 | 11 فبراير/شباط 1952 |
|        | محمد صفي الدين              | وزيرًا للأنباء ووزيرًا للبرق والبريد                   | 7 يونيو/حزيران 1951 | 11 فبراير/شباط 1952 |
|        | فيليب تقلا                  | وزيرًا للمالية ووزيرًا للاقتصاد الوطني                 | 7 يونيو/حزيران 1951 | 11 فبراير/شباط 1952 |
|        | رشيد كرامي                  | وزيرًا للعدلية                                        | 7 يونيو/حزيران 1951 | 11 فبراير/شباط 1952 |
|        | رشيد بيضون                  | وزيرًا للدفاع الوطني                                  | 7 يونيو/حزيران 1951 |                     |
|        | بهيج تقي الدين              | وزيرًا للصحة والإسعاف العام، ووزيرًا للشؤون الاجتماعيّة | 7 يونيو/حزيران 1951 | 8 يونيو/حزيران 1951 |
|        | إميل جرجس لحود              | وزيرًا للتربية الوطنية والفنون الجميلة                | 7 يونيو/حزيران 1951 | 11 فبراير/شباط 1952 |
|        | شارل الحلو                  | وزيرًا للخارجية وشؤون المُغتربين                       | 7 يونيو/حزيران 1951 | 8 يونيو/حزيران 1951 |
|        | يوسف الهراوي                | وزيرًا للزراعة                                        | 7 يونيو/حزيران 1951 | 11 فبراير/شباط 1952 |

### تعديلات حكومية
- في 8 يونيو/حزيران 1951 عُين إميل جرجس لحود وزيراً للشؤون الاجتماعية بالإضافة كونه وزيراً للتربية الوطنية والفنون الجميلة خلفاً للوزير بهيج تقي الدين، وظلّ في منصبه حتى استقالت الحكومة في 11 فبراير/شباط 1952.
- في 8 يونيو/حزيران 1951 عُين بشير الأعور وزيراً للصحة والإسعاف العام، كما خلفاً للوزير بهيج تقي الدين، وظلّ في منصبه حتى استقالت الحكومة في 11 فبراير/شباط 1952.

## وصلات خارجية
- موقع رئاسة مجلس الوزراء الرسمي